# لي سونغ هي
لي سونغ هي (مواليد 10 يونيو 1988) لاعب كرة قدم كوري جنوبي يلعب كلاعب وسط لعب سابقاً مع نادي الفجيرة .

## روابط خارجية
لي سونغ هي على موقع رابطة كرة القدم اليابانية للمحترفين (اليابانية)
- لي سونغ هي على موقع دوري كوريا الجنوبية (الإنجليزية)
- لي سونغ هي على موقع قاعدة بيانات كرة القدم.إي يو (الإنجليزية)
- لي سونغ هي على موقع Soccerway.com (الإنجليزية)